# Солнцев Гавриїл Ілліч
Солнцев Гавриїл Ілліч (рос. Солнцев Гавриил Ильич; 22 березня 1786, с. Радогощ Дмитровського повіту Орловської губернії — 26 листопада 1866, Казань) — російський правознавець-криміналіст, професор прав найбільш знаних древніх і нових народів в Казанському університеті; автор першого в Росії підручника з кримінального права (Казань, 1820). Після звільнення з університету — голова казанської палати кримінального суду (1820—1824), казанський губернський прокурор (1824—1844), ректор Казанського університету.